# Canton de Khin-U
Le canton de Khin-U est un canton situé dans le district de Shwebo (en), dans la région de Sagaing, en Birmanie. La ville principale est Khin-U (en).